# Earomyia netherlandica
Earomyia netherlandica är en tvåvingeart som beskrevs av Macgowan 2004. Earomyia netherlandica ingår i släktet Earomyia och familjen stjärtflugor.
Artens utbredningsområde är Nederländerna. Inga underarter finns listade i Catalogue of Life.